# Самаринка (Омская область)
Самаринка — деревня в Кормиловском районе Омской области России. В составе Георгиевского сельского поселения.

## История
Основана в 1894 г. В 1928 г. состояла из 144 хозяйств, основное население — русские. Центр Самаринского сельсовета Корниловского района Омского округа Сибирского края.

## Население
| 2010 |
| ---- |
| 130  |